# Paul Héroult
Paul Louis-Toussanint Héroult (Thury-Harcourt, 10 april 1863 – Antibes, 9 mei 1914) was een Frans wetenschapper. Hij was de uitvinder van het aluminium-elektrolyseproces en ontwikkelde de eerste succesvolle commerciële vlamboogoven.

## Biografie
Héroult was een zoon van een leerlooier uit het Normandische departement Calvados. Op zijn vijftiende las hij een boek van Henri Sante-Claire Deville over aluminium, die in 1854 erin was geslaagd kleine deeltjes aluminium tot grote brokken samen te brengen zodat fabricage van voorwerpen mogelijk werd. Desondanks was aluminium net zo duur als zilver en werd daarom vooral gebruikt voor luxe voorwerpen en sieraden.
In 1883 overleed zijn vader en Héroult gebruikt diens leerlooierij om zuiver aluminium te maken. Dit lukte toen hij in drie jaar later, in 1886, het elektrolyseprocedé toepaste. Het idee ervan had afgekeken van Humphry Davy die zuivere metalen had verkregen door ze onder stroom te zetten. Héroults innovatie was om aluminiumoxide in poedervorm op te lossen in gesmolten kryoliet (natriumaluminiumhexafluoride, Na2AlF3) zodat elektrolytische reductie mogelijk werd bij temperaturen van slechts 950 tot 970 °C. Voor dit proces is een grote hoeveelheid elektriciteit nodig die eind negentiende eeuw beschikbaar kwam dankzij steeds krachtigere gelijkstroomgeneratoren.
Datzelfde jaar ontdekte in de Verenigde Staten Charles Martin Hall hetzelfde procedé. Na een jarenlang conflict over hun patenten legden zij de ruzie bij, zodat de productie van aluminium bekendstaat als het Hall-Héroult-proces. Ook nu wordt dit proces toegepast voor de productie van aluminium.
Héroult tweede belangrijke bijdrage was een commercieel succesvolle elektrische lichtboomoven voor het smelten van staal in 1900. De Héroult-oven verving geleidelijk de enorme smeltovens voor de productie van diverse soorten staal.